# Imbuto di Norimberga

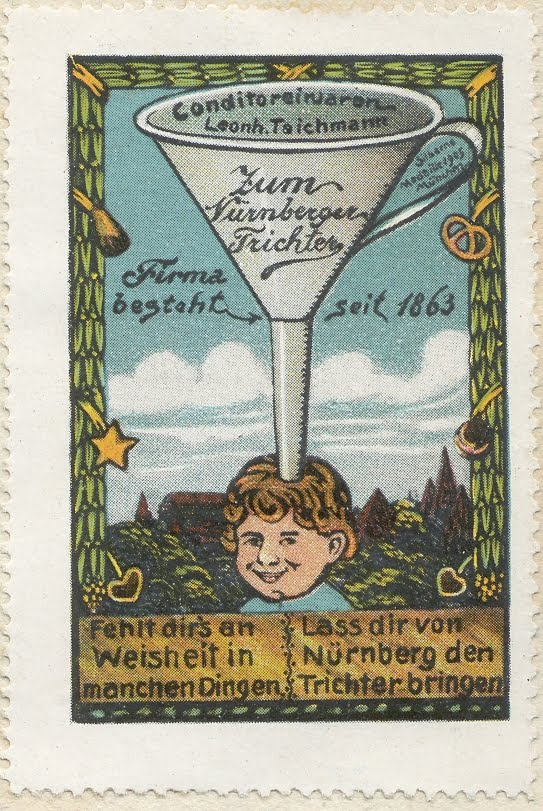
Chiudilettera stampato a Norimberga nel 1910, raffigurante l'imbuto di Norimberga ("Se ti manca la conoscenza in alcuni campi, lascia che prenda l'imbuto da Norimberga").

L'imbuto di Norimberga (in tedesco: Nürnberger Trichter) è una descrizione giocosa di un modo meccanico di apprendimento ed insegnamento. Da un lato, evoca l'immagine di uno studente che impara le sue lezioni con questo tipo di metodo di insegnamento quasi senza sforzo e, dall'altro lato, un insegnante che insegna tutto persino agli allievi più "stupidi". Può anche far riferimento a un insegnamento forte delle idee, dell'ideologia, ecc. di qualcuno.

## Etimologia
Il termine "imbuto di Norimberga", molto comune nei paesi di lingua tedesca, ha origine dal titolo di un libro di testo poetico dei fondatori dell'Ordine Florifero della Pegnitz e del poeta di Norimberga, Georg Philipp Harsdörffer (1607-1658), che fu pubblicato a Norimberga nel 1647 con il titolo di Poetischer Trichter. Die Teutsche Dicht- und Reimkunst, ohne Behuf der lateinischen Sprache, in VI Stunden einzugießen ("Imbuto poetico. L'arte della poesia e della rima tedesca, senza usare la lingua latina, versata in VI ore). A causa dell'ampia distribuzione dell'opera, l'espressione "imbuto di Norimberga" divenne un'espressione idiomatica comune.
Espressioni come "incanalare qualcosa" o "fare incanalare qualcosa" sono ancora più antiche dell'immagine dell'"imbuto di Norimberga"; furono registrate per la prima volta nella raccolta di proverbi da Sebastian Franck nel 1541, ma senza riferimento alla città di Norimberga.

## Letteratura
- Franz Kaiser: Der Nürnberger Trichter. Illustrato da Emeli Werzinger. Norimberga: Sebaldus-Verlag, 1946, 12 pagine, IDN: 354205862.
- Hans Recknagel; Rolf Veit: Wagenseils Nürnberger Trichter. Zur Geschichte einer Redensart. In: Mitteilungen der Altnürnberger Landschaft e.V., Booklet 1, 2001, pp. 571–581.
- Dagmar Hirschfelder: Der "Nürnberger Trichter" – Ein Allheilmittel gegen die Dummheit? In: KulturGUT – Aus der Forschung des Germanischen Nationalmuseums, booklet 8, 2006, pp. 3–5.